# 廬陵公主 (唐朝)
庐陵公主（?—?），姓李。中国唐朝唐高祖李渊第九女，生母不明，生卒年不详。李渊封她为庐陵公主。她嫁给了驸马乔师望，乔师望是唐朝第一任安西都护府都护。